# Ion Duminicel
Ion Duminicel (* 15. August 1954 in Călimănești) ist ein ehemaliger rumänischer Bobfahrer.
Er nahm 1980 zum ersten Mal an den  Olympischen Winterspielen teil. In Lake Placid (USA) startete er mit dem rumänischen Viererbob II und erreichte mit Doru Frîncu, Constantin Iancu und Constantin Obreja den 14. Platz. Vier Jahre später nahm Duminicel an den Olympischen Winterspielen 1984 in Sarajevo (Jugoslawien) teil. Dort steuerte er den rumänischen Zweierbob II mit Anschieber Costel Petrariu auf den 18. Platz und konnte sich damit besser als der rumänische Bob I platzieren.
Auch nach seiner aktiven Karriere blieb Ion Duminicel dem Bobsport treu. Er trainierte seinen Sohn Adrian Duminicel, Teilnehmer der Olympischen Spiele 2002 und 2006, und wurde Generalsekretär des rumänischen Bob- und Schlittenverbands FRBS (Federația Romană de Bob și Sanie).